# Oedopeza leucostigma
Oedopeza leucostigma är en skalbaggsart som beskrevs av Bates 1864. Oedopeza leucostigma ingår i släktet Oedopeza och familjen långhorningar.
Artens utbredningsområde är Panama. Inga underarter finns listade i Catalogue of Life.